# Herbert Brück
Herbert Brück (auch Herbert Brook; * 13. Januar 1900 in Wien, Österreich-Ungarn; † 9. April 1974 in Kīhei, Hawaii) war ein österreichischer Eishockey-, Bandy- und Feldhockeyspieler jüdischer Herkunft. Sein älterer Bruder Walter war ebenfalls Eishockeyspieler.

## Karriere
Herbert Brück wurde in Wien geboren und wuchs dort auf. Er spielte ab 1914/15 für den Wiener Eislauf-Verein, für den er an der Wiener Eisballmeisterschaft 1915/16 teilnahm und die Eishockeymeisterschaft 1924 und 1927 gewann. Zudem kam er als Feldhockeyspieler für Vienna und den Wiener Athletiksport Club (WAC) zum Einsatz. Ab 1927 spielte er für den Berliner Schlittschuhclub, mit dem er 1929 deutscher Meister wurde.
In Berlin arbeitete er als Bankangestellter und betrieb später einen Autohandel.
International spielte er für die österreichische Eishockeynationalmannschaft bei den Olympischen Winterspielen 1928, bei den Eishockey-Weltmeisterschaften 1930 (Bronzemedaille), 1931 und 1933 und bei den Eishockey-Europameisterschaften Eishockey-Europameisterschaft 1925 bis 1929 und 1932. Insgesamt absolvierte er über 50 Länderspiele für Österreich.
1936 spielte er bei der 2. Winter-Makkabiade für die deutsche Auswahl sowie 1937 für Bar Kochba Berlin im Feldhockey.
Über seinen Verbleib gibt es zwei Versionen: Während des Zweiten Weltkriegs wurde er im KZ Sachsenhausen interniert, überlebte den Holocaust und emigrierte später nach England. Nach einer anderen Recherche emigrierte er zusammen mit seinem Bruder 1938 in die Vereinigten Staaten, arbeitete als Ski- und Eislauftrainer in Nevada, später als Immobilienmakler auf Hawaii und verstarb dort als Herbert Brook 1974.

## Erfolge und Auszeichnungen
- Österreichischer Meister 1923, 1924, 1926, 1927 mit dem Wiener Eislauf-Verein
- Deutscher Meister 1929 mit dem Berliner Schlittschuhclub

Herbert Brück erhielt sieben Mal das internationale Abzeichen des österreichischen Eishockeyverbandes für die Teilnahme an internationalen Spielen.
- Silbermedaille bei der Eishockey-Europameisterschaft 1925
- Bronzemedaille bei der Eishockey-Europameisterschaft 1926
- Goldmedaille bei der Eishockey-Europameisterschaft 1927
- Bronzemedaille bei der Eishockey-Weltmeisterschaft 1931
  - Goldmedaille bei der Europameisterschaft 1931
- Silbermedaille bei der Eishockey-Europameisterschaft 1932
- Silbermedaille bei der Eishockey-Europameisterschaft 1933

## Statistik
(Legende zur Spielerstatistik: Sp oder GP = absolvierte Spiele; T oder G = erzielte Tore; V oder A = erzielte Assists; Pkt oder Pts = erzielte Scorerpunkte; SM oder PIM = erhaltene Strafminuten; +/− = Plus/Minus-Bilanz; PP = erzielte Überzahltore; SH = erzielte Unterzahltore; GW = erzielte Siegtore; 1 Play-downs/Relegation; Kursiv: Statistik nicht vollständig)